# Ahigal
Ahigal település Spanyolországban, Cáceres tartományban. Ahigal Cerezo, Guijo de Granadilla, Oliva de Plasencia, Santibáñez el Bajo és Valdeobispo községekkel határos. Lakosainak száma 1349 fő (2024).

## Népesség
A település népessége az elmúlt években az alábbi módon változott:
| Lakosok száma | 1528 | 1605 | 1559 | 1457 | 1435 | 1454 | 1409 | 1372 | 1393 | 1349 |
|               | 2001 | 2004 | 2006 | 2009 | 2011 | 2014 | 2016 | 2019 | 2021 | 2024 |